# Adaina excreta
Adaina excreta là một loài bướm đêm trong họ Pterophoridae. Loài bướm đêm này được tìm thấy ở Peru (Carabaya), Argentina và Ecuador. Con trưởng thành có sải cánh dài 18 mm. Con trưởng thành bay vào tháng 1, 6, 10, 11 trong năm. Ngực, ngực giữa, và bụng có màu son nhạt nâu. Các cánh trước son vàng (về phía lưng màu xám-hỗn hợp) với những mảng màu nâu sẫm và vân màu xám. Dưới là màu nâu sẫm. Các cánh sau có màu nâu xám có biên tua viền màu xám. Dưới có màu xám nâu.